# 1548
1548. је била проста година.

## Рођења

### Јануар
- Википедија:Непознат датум — Ђордано Бруно, италијански филозоф, астроном. († 1600)

## Смрти

### Јануар
- Википедија:Непознат датум — Катарина Пар, жена краља Хенрија VIII.